# Agriocnemis ruberrima
Agriocnemis ruberrima – gatunek ważki z rodziny łątkowatych (Coenagrionidae). Występuje w Afryce na południe od równika; stwierdzony w Angoli, Botswanie, Namibii, północno-wschodniej RPA i Zambii.
W RPA imago lata od listopada do połowy maja. Długość ciała 20 mm. Długość tylnego skrzydła 9,5–10 mm.